# Adjudikation (Völkerrecht)
Die Adjudikation bezeichnet – im Rahmen des Erwerbs oder des Verlustes von Staatsgebiet – die Zuweisung der territorialen Hoheit über ein Gebietsteil bzw. die territoriale Souveränität auf einen Staat durch ein internationales Gericht, Schiedsgericht oder eine internationale Organisationen. Erforderlich ist jedoch die Anerkennung der Zuständigkeit über die Entscheidungsfindung der Institution von den betroffenen Staaten.